# 亚历山大港

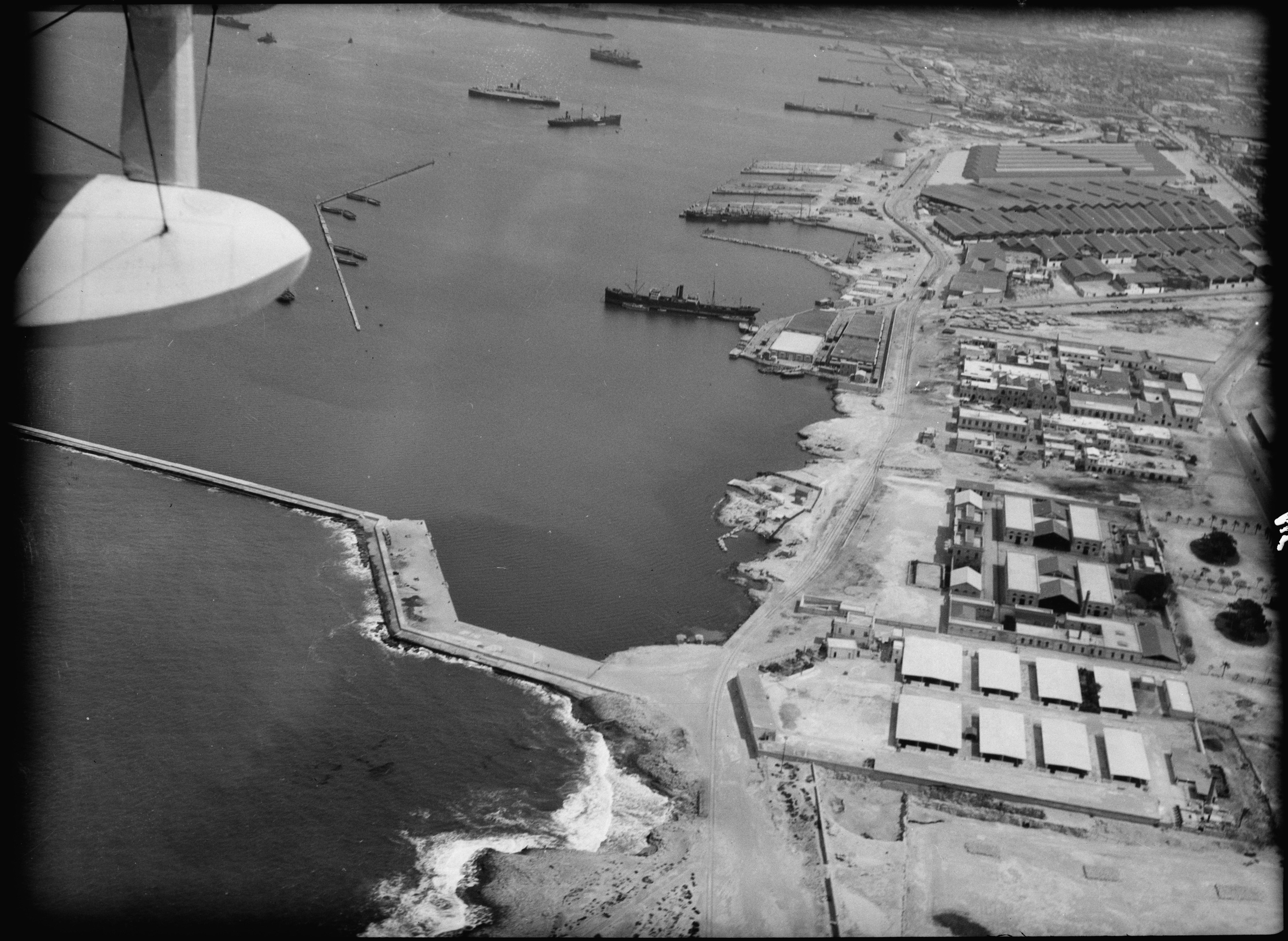
1932年攝

亚历山大港（阿拉伯语：‎）位于埃及北部海岸，尼罗河三角洲以西，是埃及吞吐量最大的海港。该港由两个港口（东港和西港）组成，被一个T形半岛隔开。东港水浅，不适合大型船只航行。西港用于商业航运。港口由两道汇合的防波堤构成。
亚历山大城建在地中海和马里乌特湖之间，后者通过运河与尼罗河相连，使港口的货物可以进出埃及内陆。如今，亚历山大被认为是埃及第二大城市。